# هنري كاي
هنري كاي (بالإنجليزية: Henry Kay)‏ (3 أكتوبر 1851 في المملكة المتحدة - 18 سبتمبر 1922 في المملكة المتحدة) هو لاعب كريكت بريطاني (وحمل سابقاً جنسية المملكة المتحدة لبريطانيا العظمى وأيرلندا). لعب مع نادي مقاطعة هامبشاير للكريكت ‏.

## وصلات خارجية
- هنري كاي على موقع إي آس بي آن كريك إنفو (الإنجليزية)